# Group of Five
Group of Five (G5) bezeichnet im College Football die Conferences Mountain West Conference (MW), American Athletic Conference (AAC), Mid-American Conference (MAC), Conference USA (CUSA) und die Sun Belt Conference. Im Gegensatz zu den Power Five hatten diese keinen Platz in der Bowl Championship Series reserviert. Teilweise werden auch die unabhängigen Teams der BYU, Army, UConn, UMass, New Mexico State und Liberty zur Group of Five gezählt.
Die Footballteams der Group of Five gelten im Allgemeinen als die schwächeren in der Football Bowl Subdivision und werden auch von den Fernsehsendern weniger berücksichtigt. Der letzte nationale Titel eines Group-of-Five-Teams wurde 1984 durch die BYU Cougars erzielt. Dem besten Group-of-Five-Team wird unter den derzeitigen Vereinbarungen ein Platz in einem der sechs Bowl-Spiele an Neujahr zugesprochen.
Am 29. Dezember 2016 wurde bekannt, dass aufgrund der unrealistischen Aussichten auf eine nationale Meisterschaft es Bestrebungen gibt für die Group of Five eigene Play-offs abzuhalten. Sowohl CBS, NBC als auch ESPN sollen ihr Interesse daran bekundet haben. Es gibt jedoch auch Widerstand, insbesondere von der AAC, welche dadurch eine Degradierung befürchtet. Seitdem die College Football Playoffs 2014 eingeführt wurden, kam nicht eine G5-Mannschaft in die Nähe der Top Vier, bis 2021 die Cincinnati Bearcats aus der American Athletic Conference teilnahmen.